# Келли, Дэниел (легкоатлет)
Дэниел Джозеф Келли (англ. Daniel Joseph Kelly; 1 сентября 1883, Пуэбло, Колорадо — 9 апреля 1920, Ферни, Британская Колумбия) — американский легкоатлет, серебряный призёр летних Олимпийских игр 1908 года.
На Играх 1908 года в Лондоне Келли соревновался только в прыжке в длину. С результатом 7,09 м, он занял второе место.